# Cacolo
Cacolo är en kommun i Angola.   Den ligger i provinsen Lunda Sul, i den centrala delen av landet, 700 km öster om huvudstaden Luanda.